# 范五老坊
范五老坊（越南语：／）是越南胡志明市第一郡的一个坊。

## 地理
范五老坊位于第一郡西南部，地理位置：
- 东邻阮太平坊和梂翁領坊
- 西邻第三郡
- 南邻阮居贞坊、姑江坊和梂翁領坊
- 北邻𤅶城坊

范五老坊面积 0.49平方公里，1999年人口为22，538人， 人口密度为每平方公里45，996人。

## 历史
名称来源于陈朝武将范五老，1988年12月21日，范五老坊在合并前第十三郡和第十七郡的基础上成立。